# Боскобел (місто, Вісконсин)
Боскобел (англ. Boscobel) — місто (англ. city) в США, в окрузі Грант штату Вісконсин. Населення — 3286 осіб (2020).

## Географія
Боскобел розташований за координатами 43°8′34″ пн. ш. 90°41′54″ зх. д. / 43.14278° пн. ш. 90.69833° зх. д. (43.142843, -90.698397).  За даними Бюро перепису населення США в 2010 році місто мало площу 7,88 км², з яких 7,76 км² — суходіл та 0,12 км² — водойми.

## Демографія
Згідно з переписом 2010 року, у місті мешкала 3231 особа в 1195 домогосподарствах у складі 727 родин. Густота населення становила 410 осіб/км².  Було 1307 помешкань (166/км²).
Расовий склад населення:
| - 90,1 % — білих - 8,3 % — чорних або афроамериканців - 0,6 % — корінних американців - 0,2 % — азіатів - 0,1 % — вихідців з тихоокеанських островів |

До двох чи більше рас належало 0,8 %. Частка іспаномовних становила 2,2 % від усіх жителів.
За віковим діапазоном населення розподілялося таким чином: 21,0 % — особи молодші 18 років, 65,0 % — особи у віці 18—64 років, 14,0 % — особи у віці 65 років та старші. Медіана віку мешканця становила 38,1 року. На 100 осіб жіночої статі у місті припадало 120,4 чоловіків;  на 100 жінок у віці від 18 років та старших — 124,7 чоловіків також старших 18 років.
Середній дохід на одне домашнє господарство  становив 60 800 доларів США (медіана — 43 185), а середній дохід на одну сім'ю — 62 473 долари (медіана — 50 625). Медіана доходів становила 36 181 долар для чоловіків та 31 313 долари для жінок. За межею бідності перебувало 9,4 % осіб, у тому числі 9,4 % дітей у віці до 18 років та 9,2 % осіб у віці 65 років та старших.
Цивільне працевлаштоване населення становило 1529 осіб. Основні галузі зайнятості: освіта, охорона здоров'я та соціальна допомога — 27,1 %, виробництво — 16,5 %, роздрібна торгівля — 12,2 %, мистецтво, розваги та відпочинок — 7,9 %.